# Якобсон, Роман Осипович
Рома́н О́сипович Якобсо́н (англ. Roman Jakobson; 29 сентября [11 октября] 1896, Москва — 18 июля 1982[…], Кембридж, Массачусетс или Бостон) — российский и американский лингвист, педагог и литературовед, один из крупнейших лингвистов XX века, оказавший влияние на развитие гуманитарных наук не только своими новаторскими идеями, но и активной организаторской деятельностью. Участник и исследователь русского авангарда. Автор трудов по общей теории языка, фонологии, морфологии, грамматике, русскому языку, русской литературе, поэтике, славистике, психолингвистике, семиотике и многим другим областям гуманитарного знания.

## Биография

### Москва

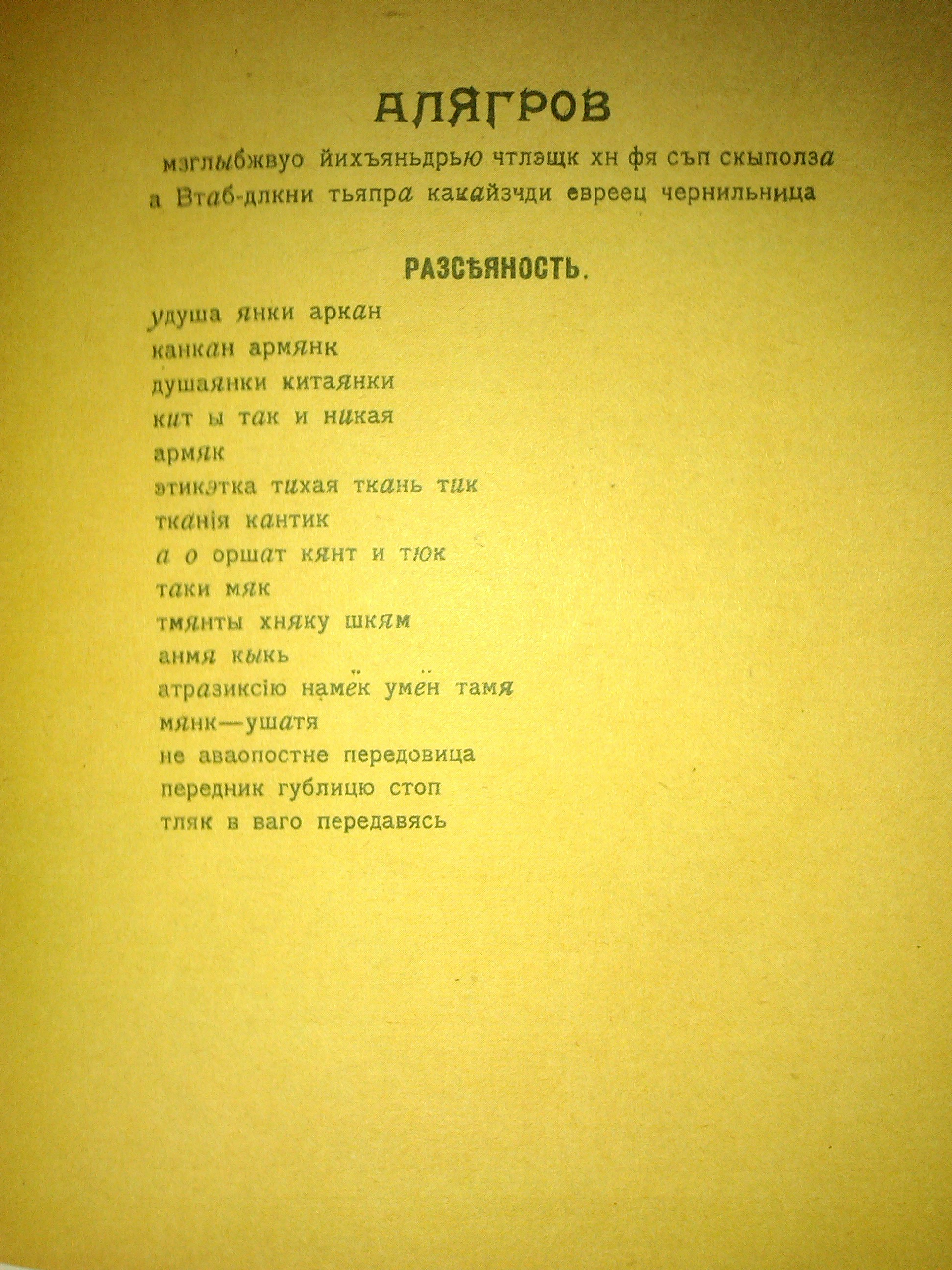
Стихи Алягрова (Р. Якобсона) из «Заумной Гниги», 1913 год

Был одним из трёх сыновей в еврейской семье инженера-химика и купца I гильдии, выпускника Рижского политехникума Иосифа (Осипа) Абрамовича Якобсона (родом из Австро-Венгрии) и его жены Анны Яковлевны Якобсон, урождённой Вольперт (уроженки Риги). В 1914 году окончил гимназию при Лазаревском институте и поступил на отделение славянской филологии историко-филологического факультета Московского университета, который окончил в 1918 году. В 1915 году стал одним из основателей Московского лингвистического кружка и оставался его председателем до 1920 года. В 1918—1920 годах работал в Московском университете.
Одним из наиболее близких друзей Р. О. Якобсона был В. В. Маяковский, познакомивший его с творчеством В. Хлебникова и высоко ценивший его статью об этом поэте. Маяковский упоминает о Якобсоне в стихотворении «Товарищу Нетте» и очерке «Ездил я так». В свою очередь, Якобсон написал на смерть Маяковского статью «О поколении, растратившем своих поэтов».

### Чехословакия
В феврале 1920 года поехал в Ревель в составе торговой делегации Центросоюза в качестве сотрудника РОСТА, а оттуда в июле того же года в Чехословакию как переводчик миссии Красного Креста, занимавшейся репатриацией военнопленных. Затем работал в советском полпредстве.
Замминистра иностранных дел Чехословакии В. Гирса считал, что Якобсон — «доносчик советской миссии, шпион и провокатор». В январе 1923 полиция устроила у него обыск по подозрению в шпионаже. В том же январе 1923 назначен заведующим бюро печати полпредства. 16 сентября 1927 года уволен с этой должности как беспартийный постановлением Секретариата ЦК ВКП(б), но продолжал работать в полпредстве до декабря 1928 года, за что полпреду Антонову-Овсеенко в феврале 1929 года было поставлено на вид решением Оргбюро ЦК ВКП(б).
В 1926 году стал одним из основателей Пражского лингвистического кружка, занимал в нём должность вице-президента. Тогда же стал посредником между чехословацким и советским правительствами, когда последнее заставляло Прагу немедленно признать СССР под угрозой санкций.
В 1930 году защитил в Немецком университете в Праге докторскую диссертацию на тему Über den Versbau der serbokroatischen Volksepen («О стихосложении сербскохорватского народного эпоса»). В 1931 году переехал в Брно, преподавал в университете имени Масарика русскую филологию и древнечешскую литературу — в 1933—1934 годах ассистент, в 1934—1937 годах приглашённый профессор, в 1937—1939 годах доцент. В 1937 году получил чехословацкое гражданство. Участвуя в международных научных конференциях и конгрессах, много ездил по Европе; эти поездки оплачивал чехословацкий МИД.
В 1930-е годы Якобсон примыкал к евразийству, один из лидеров евразийства Н. С. Трубецкой был его ближайшим единомышленником в лингвистике и корреспондентом, а другой — П. Н. Савицкий — крёстным отцом Якобсона, принявшего православие в 1938 году.

### Скандинавия
15 марта 1939 года, сразу же после ввода немецких войск в Чехословакию, выехал вместе с женой из Брно в Прагу, где они скрывались около месяца в ожидании выездных виз, 23 апреля прибыли в Данию, где Якобсон читал лекции в Копенгагенском университете (по приглашению, отправленному ещё до оккупации), оттуда 3 сентября в Осло, где работал в Институте сравнительной культурологии и избран действительным членом Академии наук Норвегии.
9 апреля 1940 года, едва услышав объявление о нацистском вторжении в Норвегию, Якобсоны, не заехав даже домой за документами, бежали к шведской границе и въехали в Швецию 23 апреля в качестве беженцев. Там Якобсон преподавал в университете Уппсалы.
В мае 1941 года Якобсоны отправились в США на грузовом судне Remmaren (вместе с ними плыл философ Эрнст Кассирер с женой Тони), которое прибыло в порт Нью-Йорк 4 июня.

### США
1942—1946 — профессор общей лингвистики в Вольной школе высших исследований, своего рода французском университете, организованном французским и бельгийским правительствами в изгнании.
1943—1946 — также приглашённый профессор лингвистики в Колумбийском университете. Одновременно исполнял обязанности сотрудника чехословацкой военной разведки в США.
1944 — стал одним из основателей Нью-Йоркского лингвистического кружка и его журнала Word.
1946 — в Колумбийском университете организована кафедра чехословаковедения (Chair of Czekoslovak Studies), где Якобсон работал со дня основания, но в 1949 принял решение оставить университет из-за постоянных обвинений в прокоммунистических симпатиях.
1949—1965 — профессор славянских языков и литературы Гарвардского университета (с 1965 Professor Emeritus).
С 1957 — также профессор Массачусетского технологического института.
17 ноября 1952 года Якобсон стал натурализованным гражданином США.
В 1948 опубликовал обстоятельное опровержение гипотезы Андре Мазона о поддельности «Слова о полку Игореве». Научная дискуссия вокруг публикации столкнулась с некоторыми политическими трудностями (особенно во Франции), поскольку, по словам Якобсона, «многие не верят Мазону, но считают его развенчание русской культурной традиции удобным орудием в антикоммунистической кампании». В Колумбийском университете студенты распространяли листовки, обвиняющие Якобсона в поддержке коммунистической линии в его книге о «Слове».
В 1959 основал журнал International Journal of Slavic Linguistics and Poetics и стал его главным редактором.
В 1962 номинирован на Нобелевскую премию по литературе.
18 июля 1982 года умер у себя дома в Кембридже (Массачусетс). Похоронен на кладбище Маунт-Обёрн. На его надгробии написано по-русски, в латинской транскрипции: russkij filolog.

### Поездки в СССР
- 1956, 17—25 мая. По приглашению АН СССР участвовал в заседании Международного комитета славистов в Москве по подготовке IV Международного съезда славистов.
- 1958, 1—10 сентября. Участник IV Международного съезда славистов в Москве.
- 1962, 1—10 октября. Участвовал в заседании Международного комитета славистов в Москве
- 1964, 3—10 августа. Участник VII Международного конгресса этнологических и антропологических наук в Москве.
- 1966, 4 августа—8 сентября. Участник XVIII Международного конгресса по психологии (Москва), Международного семинара по производству и восприятию речи (Ленинград), Летней школы по семиотике (Тарту), торжеств по случаю 800-летия Шота Руставели (Тбилиси). Прочитал лекции в Институте славяноведения, в Институте русского языка, в Институте народов Азии.
- 1967, 17—24 августа.
- 1979, 29 сентября—4 октября. Участник II Международного симпозиума по проблемам бессознательного в Тбилиси.

### Семья
Брат — историк, политолог и библиограф Сергей Осипович Якобсон (1901—1979), директор отдела славистики и Центральной Европы Библиотеки Конгресса США (его вторая жена — радиоведущая «Голоса Америки» Елена Александровна Якобсон, 1912—2002).
Другой брат, Михаил Якобсон, был депортирован из Франции во время немецкой оккупации и погиб в концлагере.
Жёны
1. 1922—1935 Софья Николаевна Фельдман (1899—1982), во втором браке Гаасова
2. 1935—1962 Сватава Пиркова[16] (Svatava Pirková), в замужестве Пиркова-Якобсон (1908—2000), фольклорист, профессор Техасского университета в Остине
3. 1962—1982 Кристина Поморска (Krystyna Pomorska) (1928—1986), литературовед

## Вклад в науку
Своей активной деятельностью в любом месте пребывания (Москва, Прага, Нью-Йорк) Р. О. Якобсон внёс существенный (а иногда и решающий не только в национальном, но и в общемировом масштабе) вклад в развитие лингвистики как науки. Один из основоположников структурализма в языкознании и литературоведении. Некоторые его труды представляют большой интерес для психолингвистики.
Первой значительной работой Якобсона было исследование особенностей языка поэта-футуриста Велимира Хлебникова (1919). Противопоставляя поэтический язык естественному, Якобсон провозгласил, что «поэзия есть язык в эстетической функции» и поэтому «безразлична в отношении описываемого ею объекта». Этот тезис лёг в основу эстетики раннего русского формализма, перевернувшего традиционное соотношение формы и содержания в литературном произведении. В более поздней статье (1928), написанной в соавторстве с Ю. Н. Тыняновым, говорится, что, хотя литературоведение оперирует собственными внутренними законами, эти законы должны быть соотнесены с другими областями культуры — политикой, экономикой, религией и философией.
В исследовании, посвящённом сопоставлению русской и чешской систем стихосложения (1923), Якобсон сосредоточивает внимание на звуковых сегментах слов, именуемых фонемами, которые не имеют собственного значения, но их последовательности являются важнейшим средством выражения значений в языке. Интерес к звуковой стороне языка привёл Якобсона к созданию (при участии Н. С. Трубецкого) новой отрасли лингвистики — фонологии, предметом которой являются дифференциальные признаки звуков, из которых состоят фонемы. Якобсон установил 12 бинарных акустических признаков, составляющих фонологические оппозиции, которые, по его утверждению, являются языковыми универсалиями, лежащими в основе любого языка.
Метод структурного анализа в терминах бинарных оппозиций оказал большое влияние на антрополога Клода Леви-Стросса; применение его Леви-Строссом при анализе мифа положило начало французскому структурализму. Якобсон, наряду с Леви-Строссом, является автором идеи возникновения языка, как комбинации жестов и выкриков, которые превратились в фонемы.
Основы ещё одного нового направления в науке — нейролингвистики — заложены в работе Якобсона об афазии (1941), в которой он связывает нарушения речи с данными неврологии о структуре мозга. Это исследование обеспечило физиологическое обоснование его учению о метафоре (оси селекции) и метонимии (оси комбинации), как о двух основных противопоставленных друг другу способах упорядочения языковых единиц, определяющих также различие между поэзией и прозой. Данное противопоставление вскоре стало неотъемлемой частью терминологического аппарата литературоведения.

## Почётные звания и степени
- Действительный член Датской королевской академии наук (1949), Американской академии искусств и наук (1950), Сербской академии наук (1955), Польской академии наук (1959)
- Член-корреспондент Финно-угорского общества в Хельсинки (1949), Британской академии (1974)
- Почётный член Общества изучения мифологии «Теоноя» в Брюсселе (1950), Международной фонетической ассоциации (1951), Ирландской королевской академии (1961), Американской ассоциации арменистики (1964), Академии афазии (1968), Итальянской ассоциации изучения семиотики (1972), Королевского антропологического института Великобритании и Ирландии[англ.] (1974), Общества Марка Твена (1977), Ассоциации современных языков (1978), Нью-Йоркской академии наук (1978)
- Иностранный член Королевской Нидерландской академии наук и литературы (1960), Финского научного общества (1977)
- Член Филологического общества в Лондоне (1950), Акустического общества Америки (1951), Международного комитета славистов (1955), Научного комитета Всемирной психиатрической ассоциации (1964)
- Почётный доктор Кембриджского университета (1961), Мичиганского университета (1963), Университета Нью-Мексико (1966), Университета Гренобля (1966), Университета Ниццы (1966), Римского университета (1967), Йельского университета (1967), Карлова университета в Праге (1968), Университета имени Пуркине в Брно (1968), Загребского университета (1969), Университета штата Огайо (1970), Тель-Авивского университета (1974), Гарвардского университета (1975), Колумбийского университета (1976), Копенгагенского университета (1979), Рурского университета (1980), Джорджтаунского университета (1980), Брандейского университета (1981), Оксфордского университета (1981)
- Президент Лингвистического общества Америки (1956)
- Вице-президент Международной ассоциации современных славянских языков и литератур в Париже (1952), Международного комитета славистов (1958), Международной ассоциации семиотических исследований (1974)
- Орден Томаша Гаррига Масарика 2 степени (1991; в память).

## Аудиозапись
Якобсон Р. О. Некоторые вопросы лингвистической семантики. Доклад на учёном совете Института русского языка АН СССР. // Незабытые голоса России: Звучат голоса отечественных филологов. Вып. I. — М.: Языки славянских культур, 2009. — С. 189—196. — ISBN 978-5-9551-0327-3. Записал Ю. Меньшов 12 августа 1966 г. Запись хранится в фонотеке ИРЯ им. В. В. Виноградова РАН.